# Neisseria
Neisseria, ett släkte aeroba, gramnegativa och oxidaspositiva bakterier; ofta även katalasbildande. I maj 2016 omfattar släktet totalt 29 arter samt 3 underarter med särskiljande egenskaper.
Flertalet arter är kocker med upp till 2 μm diameter, oftast arrangerade två och två, som ”kaffebönor” och kallas då diplokocker, exempel är N. meningitidis och N. gonorrhoeae medan några är stavar, som N. bacilliformis, N. elongata och N. weaveri. Även de stavformade arterna är också ofta parvis longitudinellt arrangerade och bildar ibland kedjor, som kan vara långa, trådformade och bilda nystan.
Två arter anses vara strikt humanpatogena N. meningitidis, "meningokocker" som orsakar hjärnhinneinflammation (meningit, "epidemisk hjärnhinneinflammation"), och N. gonorrhoeae, "gonokocker" som är orsaken till gonorré.
De andra neisseriaarterna påträffas ofta som en del av normalfloran i näsa, mun och svalg hos människa och framför allt hos varmblodiga djur. De har ofta betraktats som icke sjukdomsframkallande hos människa, men senaste decennierna med förbättrad diagnostik avseende odling och molekylärbiologisk artbestämning visar på deras betydelse som zoonoser. Den art som för tillfället är bäst känd i detta avseende är N. weaveri, som kan orsaka svåra hudinfektioner och är vanligast efter hundbett.
Släktets typart är gonokocken.
Släktet Neisseria har fått sitt namn efter den tyske hudläkaren Albert Neisser som var den som först identifierade och beskrev N. gonorrhoeae - gonokocken.